# Quintín González Nava
El general Quintín González Navas fue un militar mexicano que participó en la Revolución mexicana. 

## Orígenes
Nació en una choza campesina cercana a Tepoztlán, Morelos, el 1 de noviembre de 1880 hijo de Pablo González y de María de Jesús Navas, ambos de origen campesino. Cursó los estudios primarios en su pueblo natal, a los 8 años sus padres lo llevaron a Yautepec donde antes de llegar a la adolescencia empezó a trabajar en labores agrícola como peón, sin más retribución que un puñado de maíz y algunos centavos cada semana. 
Soportó dos años la esclavitud del hacendado. Luego huyó y se convirtió en arriero y así conoció todas las veredas del monte. Prosperó pronto y logró hacerse un pequeño comerciante.
A los 19 años de edad, el 1 de mayo de 1911 se dio de alta en las fuerzas revolucionarias al mando del general Amador Salazar. Su comandante era el coronel Lucio Moreno a quien llamó la atención la bravura del soldado y por ello fue ascendido rápidamente.
Estuvo presente en las juntas previas que el general Salazar celebró en Yautepec, así, cuando al fin empuño su 30:30 y su odio por los que usurpaban la tierra se había tornado en un ideal revolucionario.
Participó en el sitio y toma de Cuautla; por sus méritos en esta batalla se le otorgó el nombramiento de Capitán primero. Al morir el general Moreno cuatro días después, se trasladó a Yacapixtla y se puso a las órdenes de Emiliano Zapata.

## Zapatismo
Al romper este con Francisco I. Madero, Quintín González fue comisionado con Otilio Montaño Sánchez, por lo que presenció la formulación del Plan de Ayala. En 1913 fue ascendido a mayor y combatió a las fuerzas huertistas bajo las órdenes del general Amador Salazar, en la región de Tlalnepantla, Morelos; en 1914 obtuvo el grado de coronel y se mantuvo fiel al movimiento zapatista hasta el derrocamiento del gobierno de Venustiano Carranza.

## Muerte
En 1920, se retiró de la contienda con el grado de general y estableció su residencia en Yautepec y después en Cuernavaca. Durante el gobierno local del coronel Elpidio Perdomo fue postulado para diputado local por el distrito de Yautepec, y logró serlo pero fue desaforado en mayo de 1939 por apoyar la candidatura presidencial de Gilbardo Magaña Cerda. En 1940 fue miembro fundador del Frente Zapatista de la República, después de esto fue pensionado por el gobierno del general Norberto López Avelar y posteriormente por el del licenciado Emilio Riva Palacio. Murió en Cuernavaca el 12 de septiembre de 1968.

## Jornada Bélica
En Yecaplixtla existía un fuerte contingente de tropas federales en espera de un tren militar que había de llevarles  armas y municiones para poder abatir a los revolucionarios zapatistas.
Los guerrilleros estaba escondidos en la Sierra pero un traidor los había denunciado su presencia a los federales. Los zapatistas supieron que se preparaba una operación envolvente para exterminarlos, entonces se destacaron a un grupo pequeño de guerrilleros comandados por Quintín González Nava disfrazados como arrieros, lograron cruzar las líneas enemigas y esconderse cerca de un puente de ferrocarril, el de “Barranca Honda”.
Desde su escondite podían oír los gritos de alerta de los centinelas enemigos, sin embargo lograron minar el puente y, cuando paso el tren lo hicieron volar en pedazos.
Decenas de soldados enemigos murieron entre los escombros. Otros lucharon contra los zapatistas pero al llegar la noche, aquel puñado de guerrilleros habían logrado quedarse dueños del campo, de las armas, este parque fue usado por Zapata para continuar su cruzada agraria.